# 许埈珥
许埈珥（英語：June Huh；韩语：／ Heo Jun-i，1983年6月9日—），美国韩裔数学家，普林斯顿大学教授。2022年菲尔兹奖得主。

## 生平
许埈珥出生于美国加利福尼亚州斯坦福，后随父母回到韩国。他的父亲许明会（허명회）是高丽大学统计学教授，母亲李仁映（이인영）则是首尔大学俄罗斯语言文学系教授。他年少时并不擅长数学，高中时曾缀学从事诗歌创作。2002年考入首尔大学，学习物理学与天文学。本科最后一年，24岁的许埈珥结识了来首尔大学当客座教授的日本数学家、菲尔兹奖得主广中平祐，后来在其引荐下攻读数学硕士学位。2009年赴美国伊利诺伊大学厄巴纳-香槟分校深造。2011年转学至密歇根大学，2014年获博士学位，师从代数几何学家米尔恰·穆斯塔策。此后在普林斯顿高等研究院从事研究工作，2017年起任客座教授。2019年到2020年间任斯坦福大学教授。2021年起出任普林斯顿大学教授。
许埈珥获得过数学新视野奖（2019年）、湖岩科学奖（2021年）等奖项。2022年获得菲尔兹奖。